# Kasteel van Pourtalès
Het Kasteel van Pourtalès (Frans: Château de Pourtalès) is een kasteel in de Franse stad Straatsburg. Het kasteel is een beschermd historisch monument sinds 1984.